# Samuel Schoenbaum

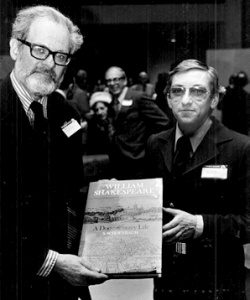
Samuel Schoenbaum (links)

Samuel Schoenbaum (geboren 6. März 1927 in New York; gestorben 27. März 1996 in Washington, D.C.) war ein bedeutender Shakespearegelehrter.

## Leben und Werk
Schoenbaum wurde in New York geboren und unterrichtete von 1953 bis 1975 an der Northwestern University. Die letzten vier Jahre seiner Tätigkeit dort war er „Frank Bliss Snyder Professor of English Literature“. Im folgenden Jahr lehrte er an der City University of New York. Von 1976 bis 1993 war er Professor für Renaissance Studien an der University of Maryland und von 1981 bis 1996 Direktor des „Center for Renaissance and Baroque Studies“ an dieser Universität. Er war außerdem Präsident der „Shakespeare Association of America“, Vizepräsident der „International Shakespeare Association“ und Herausgeber der Zeitschrift Renaissance Drama.
1946 heiratete Schoenbaum Marilyn Turk. Er starb 1996 an einer Krebserkrankung.

## Veröffentlichungen
- Middleton’s Tragedies (1955)
- Internal Evidence and Elizabethan Dramatic Authorship (1966)
- Shakespeare’s Lives (1970; 2nd ed., 1991)
- Shakespeare: A Documentary Life (1974)
- William Shakespeare, Records and Images (1981)